# Žan Rudolf
Žan Rudolf (ur. 9 maja 1993 w Lublanie) – słoweński lekkoatleta specjalizujący się w biegach średnich. 
W 2010 po zajęciu trzeciego miejsca w eliminacjach kontynentalnych biegu na 1000 metrów wystąpił w igrzyskach olimpijskich młodzieży zajmując w Singapurze siódmą lokatę. W tym samym sezonie startował także w mistrzostwach świata juniorów odpadając w półfinale biegu na 800 metrów. Na mistrzostwach Europy juniorów w 2011 zdobył srebrny medal. Półfinalista mistrzostw Europy z 2012. W 2015 sięgnął po brąz młodzieżowych mistrzostw Starego Kontynentu.
Medalista mistrzostw Słowenii oraz reprezentant kraju w drużynowych mistrzostwach Europy.
Okazjonalnie startuje w sztafecie 4 x 400 metrów. 

## Osiągnięcia
| Rok  | Impreza                                               | Miejsce        | Konkurencja                 | Pozycja     | Wynik   |
| ---- | ----------------------------------------------------- | -------------- | --------------------------- | ----------- | ------- |
| 2010 | Kwalifikacje Europy do igrzysk olimpijskich młodzieży | Moskwa         | bieg na 1000 m              | 3. miejsce  | 2:26,48 |
| 2010 | I liga drużynowych mistrzostw Europy                  | Budapeszt      | bieg na 800 m               | 10. miejsce | 1:50,28 |
| 2010 | Mistrzostwa świata juniorów                           | Moncton        | bieg na 800 m               | półfinał    | 1:53,21 |
| 2010 | Igrzyska olimpijskie młodzieży                        | Singapur       | bieg na 1000 m              | 7. miejsce  | 2:24,24 |
| 2011 | I liga drużynowych mistrzostw Europy                  | Izmir          | bieg na 800 m               | 3. miejsce  | 1:51,37 |
| 2011 | Mistrzostwa Europy juniorów                           | Tallinn        | bieg na 800 m               | 2. miejsce  | 1:47,73 |
| 2012 | Mistrzostwa Europy                                    | Helsinki       | bieg na 800 m               | półfinał    | 1:47,41 |
| 2012 | Mistrzostwa świata juniorów                           | Barcelona      | bieg na 800 m               | półfinał    | 1:49,93 |
| 2013 | Halowe mistrzostwa Europy                             | Göteborg       | bieg na 800 m               | eliminacje  | 1:51,06 |
| 2013 | Młodzieżowe mistrzostwa Europy                        | Tampere        | bieg na 800 m               | eliminacje  | 1:50,05 |
| 2014 | Mistrzostwa Europy                                    | Zurych         | bieg na 800 m               | eliminacje  | 1:48,75 |
| 2015 | Halowe mistrzostwa Europy                             | Praga          | bieg na 800 m               | eliminacje  | 1:50,08 |
| 2015 | Młodzieżowe mistrzostwa Europy                        | Tallinn        | bieg na 800 m               | 3. miejsce  | 1:48,47 |
| 2015 | Mistrzostwa świata                                    | Pekin          | bieg na 800 m               | eliminacje  | 1:47,24 |
| 2016 | Mistrzostwa Europy                                    | Amsterdam      | bieg na 800 m               | półfinał    | 1:54,49 |
| 2016 | Igrzyska olimpijskie                                  | Rio de Janeiro | bieg na 800 m               | eliminacje  | 1:46,93 |
| 2017 | II liga drużynowych mistrzostw Europy                 | Tel Awiw       | bieg na 800 m               | 1. miejsce  | 1:47,87 |
| 2017 | II liga drużynowych mistrzostw Europy                 | Tel Awiw       | sztafeta 4 × 400 m          | 1. miejsce  | 3:08,56 |
| 2018 | Igrzyska śródziemnomorskie                            | Tarragona      | bieg na 800 m               | eliminacje  | 1:52,79 |
| 2018 | Mistrzostwa Europy                                    | Berlin         | bieg na 800 m               | eliminacje  | 1:48,24 |
| 2019 | Halowe mistrzostwa Europy                             | Glasgow        | bieg na 800 m               | eliminacje  | 1:51,75 |
| 2019 | II liga drużynowych mistrzostw Europy                 | Varaždin       | bieg na 800 m               | 2. miejsce  | 1:49,01 |
| 2021 | Halowe mistrzostwa Europy                             | Toruń          | bieg na 800 m               | eliminacje  | 1:49,88 |
| 2021 | World Athletics Relays                                | Chorzów        | sztafeta 2 × 2 × 400 metrów | 3. miejsce  | 3:41,95 |
| 2022 | Mistrzostwa świata                                    | Eugene         | bieg na 800 m               | eliminacje  | 1:49,87 |
| 2023 | Mistrzostwa Europy w biegach przełajowych             | Bruksela       | sztafeta mieszana           | 10. miejsce | 21:04   |
| 2025 | II dywizja drużynowych mistrzostw Europy              | Maribor        | bieg na 1500 m              | 6. miejsce  | 3:44,28 |

## Rekordy życiowe
- Bieg na 800 metrów – 1:45,15 (2021) rekord Słowenii
- Bieg na 800 metrów (hala) – 1:46,96 (2013) rekord Słowenii